# Museo de la Guitarra

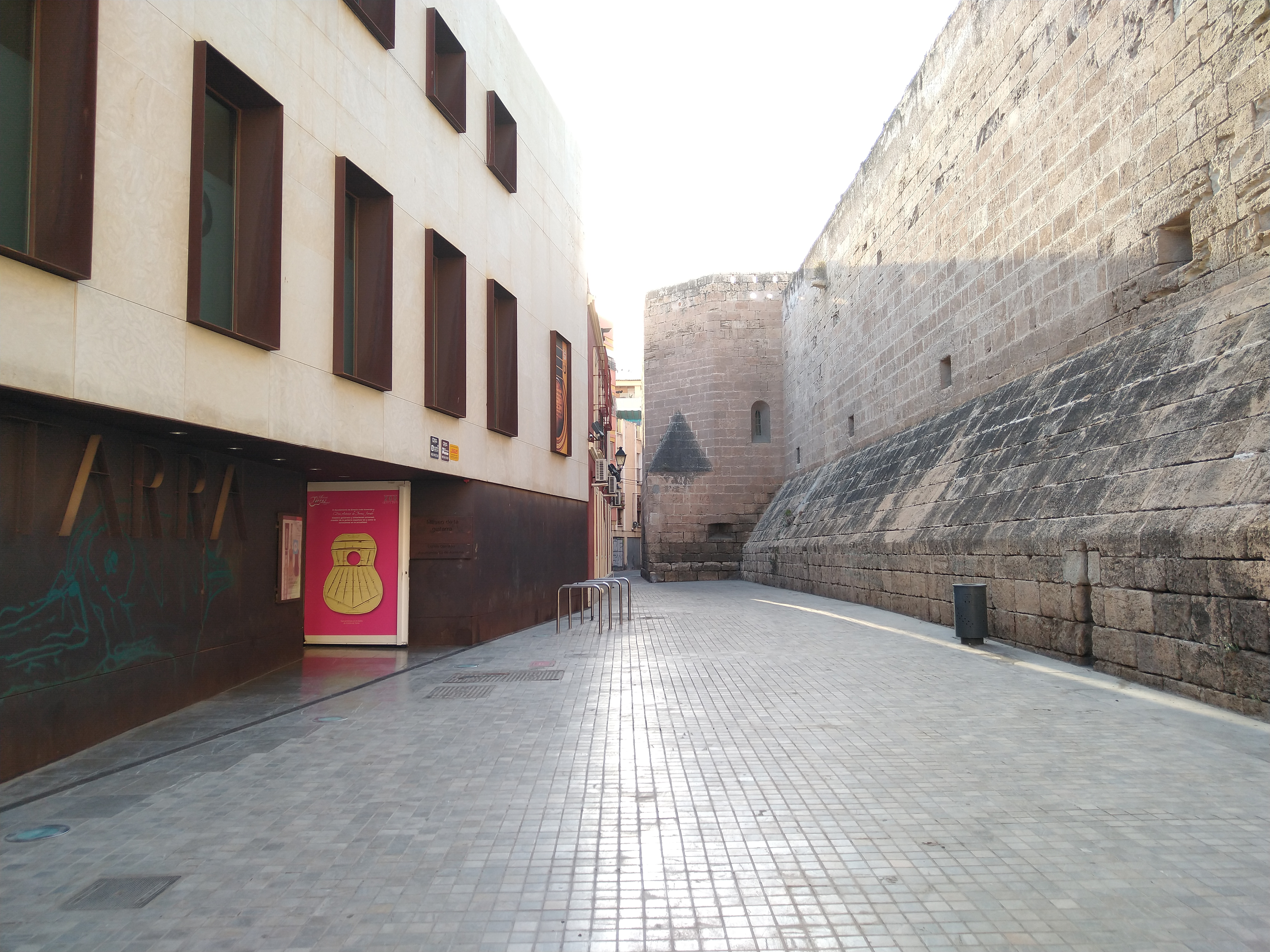
Exterior del Museo de la Guitarra frente a la catedral de Almería

El Museo de la Guitarra Española Antonio de Torres es un museo dedicado a la guitarra española y demás instrumentos musicales en la ciudad de Almería, España. Este museo está también dedicado al famoso luthier almeriense Antonio de Torres, considerado el padre de la guitarra. Actualmente, en dicho museo podemos encontrar tres guitarras construidas por él. 
En este museo se encuentra en exposición desde el año 2020 y de manera permanente la guitarra española más antigua de la historia. Esta guitarra data del año 1684 y fue propiedad del conocido como «Padre de la guitarra», el luthier almeriense Antonio de Torres.

## Historia y descripción
Fue inaugurado el 20 de diciembre de 2013 en las mismas instalaciones donde se encontraba el Museo de la Ciudad. En la inauguración del museo se entregaron unas estatuillas con la silueta de una guitarra diseñada por Torres a guitarristas y músicos, así como también a personalidades que han contribuido con su aportación a este espacio museográfico. Se ha reconocido a Carlos González, Gerundino Fernández, Carles Trepat, José Antonio Villalba, Juan Miguel González y a José Luis Romanillos.
El museo está ubicado detrás de la Catedral. Se trata de un edificio de tres plantas que está distribuido en salas de exposición, sala de usos múltiples, salón de actos para 150 personas y espacios comunes.
A finales de octubre de 2017 se puso en marcha la Escuela de Lutería del museo, proyecto pionero en España, que se encargará de enseñar el arte de construir instrumentos musicales.

## Colección

### Permanente
La exposición permanente está estructurada en 10 salas donde encontramos las siguientes temáticas:
- Sala 1: La guitarra a través del arte.
- Sala 2: Historia de la Guitarra.
- Sala 3: El taller del luthier Antonio de Torres y el nacimiento de la guitarra contemporánea.
- Sala 4: Almería en la época de Antonio de Torres.
- Sala 5: Las Torres en el mundo.
- Sala 6: Un mundo de guitarras.
- Sala 7: Galería de Guitarristas.
- Sala 8: Sala Didáctica.
- Sala 9: Sala Interactiva.
- Sala 10: Sala de Audiciones.

### Temporales
En 2015 se mostró una exposición temporal sobre el guitarrista murciano Narciso Yepes.